# Stjärnsund
Stjärnsund é uma aldeia com 161 habitantes sueco (2010). Está localizada na província histórica de Dalarna.